# Ив (певица)
Ив Джихен Джефферс (англ. Eve Jihan Jeffers; род. 10 ноября 1978 года) — американская рэп-исполнительница и актриса. Продажи трёх первых альбомов достигли более чем 8 миллионов копий, проданных во всем мире. В 2003 году она стала героем своего собственного телешоу Eve, которое продлилось в течение трёх сезонов.
Так же Ив достигла успеха в моде, она запустила свою собственную линию одежды назвав её «Фетиш». Она заняла 48 место в рейтинге телеканала VH1 «50 Самых великих Женщин Видео Эры». Она также появилась в музыкальном сериале телеканала FOX Glee, в роли Грэйс Хичинс руководительницы хора девушек, в эпизодах «Hairography» и «Sectionals».

## Биография
Ив родилась в Пенсильвании. Её мать, Джулия Вилч-Джефферс, работала руководителем в издательстве, а отец, Джерри Джефферс, был руководителем на химическом заводе. Ив взяла псевдоним «Gangsta» в средней школе в рамках участия в женской группе под названием EDGP (произносится как «Египет»), после она стала выступать соло с псевдонимом Eve of Destruction.
Впервые, Ив проявила свой интерес к музыке занявшись пением в Филадельфии. Она пела во многих хорах и даже поучаствовала в женской группе (Dope Girl Posse или DGP). У группы был свой собственный менеджер. Эта группа перепела песни En Vogue и Color Me Badd. После менеджер группы заметил рэп проект «ABC» и начал с ними работу, тогда участники коллектива заявили, что группа должна звучать жёстче, Ив решила войти в состав «ABC». После раскола группы, Ив начала работу над сольной карьерой под именем Eve of Destruction.
Почти всё свободное время уделяла развитию музыкальных способностей, увы, в ущерб своему образованию. Со временем перестала посещать учебное заведение и едва окончила среднюю школу. После того как её мать снова вышла замуж, Ив переехала в Нью-Йорк и начала работать танцовщицей в стрип-клубе Бронкса. Однажды на своей новой работе Ив встретила рэпера Mase. Он призвал её бросить работу в стрип-клубе и начать исполнять рэп на новом профессиональном уровне.
Ив пригласили исполнить песню «You Got Me» совместно с The Roots и Erykah Badu, для альбома 1999 года «Things Fall Apart». Также она записала бэк-вокал к песне «Ain’t Sayin' Nothin' New» из того же альбома. В надписи на обложке диска альбома она упоминается как Eve of Destruction. Подписалась на лейбл Dr. Dre-Aftermath Entertainment, несколькими годами позже покинула его.
С 14 июня 2014 года Ив замужем за предпринимателем Максимиллионом Купером, с которым она встречалась 4 года до их свадьбы. 1 февраля 2022 года у супругов родился сын Уайлд Вулф Файф Александер Сомерс Купер (Wilde Wolf Fife Alexander Somers Cooper) .

## Дискография
- Let There Be Eve…Ruff Ryders' First Lady (1999)
- Scorpion (2001)
- Eve-Olution (2002)
- Lip Lock (2013)

## Фильмография
| Год  | Фильм                          | Роль                          |
| ---- | ------------------------------ | ----------------------------- |
| 2002 | Парикмахерская                 | Терри                         |
| 2002 | Три икса                       | J.J.                          |
| 2003 | Ангелы Чарли: Только вперёд    | New Angel                     |
| 2003 | Человек-паук                   | Cheyenne Tate/The Talon       |
| 2004 | Парикмахерская 2: Опять в деле | Терри                         |
| 2004 | Дровосек                       | Mary-Kay                      |
| 2004 | Шашлык                         | Бэкки                         |
| 2008 | Воспоминания неудачника        | Офелия Франклин               |
| 2009 | Катись!                        | Роза Спаркс                   |
| 2009 | Хор                            | Директор академии Джейн Адамс |
| 2010 | 4.3.2.1                        | Латиша                        |
| 2015 | Замуж любой ценой              | Амайя                         |
| 2016 | Парикмахерская 3               | Терри                         |